# Liste öffentlicher Bücherschränke im Main-Tauber-Kreis
In der Liste öffentlicher Bücherschränke im Main-Tauber-Kreis sind öffentliche Bücherschränke für Orte, die zum Main-Tauber-Kreis in Baden-Württemberg gehören, aufgeführt. Sie ist primär nach Orten sortiert, unabhängig davon, ob es sich um Ortsteile, Gemeinden oder Städte handelt. Der Artikel ist Teil der übergeordneten Liste öffentlicher Bücherschränke in Baden-Württemberg. Ein öffentlicher Bücherschrank ist ein Schrank oder schrankähnlicher Aufbewahrungsort mit Büchern, der dazu dient, Bücher kostenlos, anonym und ohne jegliche Formalitäten zum Tausch oder zur Mitnahme anzubieten. Die Liste erhebt keinen Anspruch auf Vollständigkeit.

## Öffentliche Bücherschränke im Main-Tauber-Kreis
Derzeit sind im Main-Tauber-Kreis 28 öffentliche Bücherschränke erfasst (Stand: 8. August 2025):
| Bild | Ausführung              | Ort (Gemeinde)                    | Seit          | Anmerkung | Geokoordinaten                              |
| --- | ----------------------- | --------------------------------- | ------------- | --- | ------------------------------------------- |
| (weitere Bilder) | Bücherschrank           | Brehmen (Königheim)               |               | Brehmer Bücherschränkchen als Wandschrank in einer Bushaltestelle. | ⊙ Erfelder Straße                           |
| (weitere Bilder) | Bücherschrank           | Brunntal (Werbach)                |               | Brunntaler Bücherschränkchen als Wandschrank in der Bushaltestelle im Wiesengrund. | ⊙ Im Wiesengrund 2                          |
| Bild gesucht Die Wikipedia wünscht sich an dieser Stelle ein Bild vom hier behandelten Ort. Weitere Infos zum Motiv findest du vielleicht auf der Diskussionsseite . Falls du dabei helfen möchtest, erklärt die Anleitung , wie das geht. BW | Bücherschrank           | Creglingen                        |               | | Neue Straße 30                              |
| (weitere Bilder) | Bücherschrank           | Distelhausen (Tauberbischofsheim) |               | Bücherschrank an der Bushaltestelle Kirche. | ⊙ Bundesstraße                              |
| | Bücherschrank           | Elpersheim (Weikersheim)          |               | Öffentlicher Bücherschrank am evangelischen Gemeindehaus. | ⊙ Deutschordenstraße 19                     |
| Bild gesucht Die Wikipedia wünscht sich an dieser Stelle ein Bild vom hier behandelten Ort. Weitere Infos zum Motiv findest du vielleicht auf der Diskussionsseite . Falls du dabei helfen möchtest, erklärt die Anleitung , wie das geht. BW | Bücherschrank           | Freudenberg                       | 2011          | Der öffentliche Bücherschrank startete als Projekt zunächst im Tourismus- und Kulturbüro, bevor er an einen Pavillon an der Main-Promenade umzog.                                                                                  | ⊙ Mainpromenade                             |
| (weitere Bilder) | Bücherschrank           | Gamburg (Werbach)                 | 2020          | Öffentlicher Bücherschrank auf dem Gamburger Dorfplatz. Ein erster Schrank wurde 2020 aufgestellt. Nachdem sich dieser als zu klein erwies, wurde er 2022 gegen einen größeren Bücherschrank ausgetauscht.                         | ⊙ Dorfplatz                                 |
| Bild gesucht Die Wikipedia wünscht sich an dieser Stelle ein Bild vom hier behandelten Ort. Weitere Infos zum Motiv findest du vielleicht auf der Diskussionsseite . Falls du dabei helfen möchtest, erklärt die Anleitung , wie das geht. BW | Bücherschrank           | Gerchsheim (Großrinderfeld)       |               | | Tulpenstraße 16                             |
| (weitere Bilder) | Telefonzelle            | Großrinderfeld                    | Juni 2022     | Öffentliche Bücherzelle in Großrinderfeld beim Bildstock am Rödersteingraben, gegenüber Ilmspaner Str. 9. | ⊙ Ilmspaner Str. 9 (gegenüber)              |
| (weitere Bilder) | Telefonzelle            | Grünsfeld                         | 2016          | Der öffentliche Bücherschrank wurde 2016 gemeinsam mit einer Kneipp-Anlage am Stadtbrunnen errichtet. | ⊙ am Stadtbrunnen                           |
| (weitere Bilder) | Telefonzelle            | Igersheim                         | 2018          | Auf dem Igersheimer Möhlerplatz wurde ein offener Bücherschrank in einer alten Telefonzelle installiert. | ⊙ Möhlerplatz                               |
| (weitere Bilder) | Bücherschrank           | Impfingen (Tauberbischofsheim)    |               | Bücherschrank, im Pavillon beim Spielplatz an der Grundschule. | ⊙ Hohenstraße 6                             |
| (weitere Bilder) | Telefonzelle            | Külsheim                          | 21. Okt. 2019 | Bücherzelle an der Hauptstraße in Külsheim in Form einer gelben Telefonzelle | ⊙ Hauptstraße                               |
| Bild gesucht Die Wikipedia wünscht sich an dieser Stelle ein Bild vom hier behandelten Ort. Weitere Infos zum Motiv findest du vielleicht auf der Diskussionsseite . Falls du dabei helfen möchtest, erklärt die Anleitung , wie das geht. BW | Bücherschrank           | Lauda (Lauda-Königshofen)         |               | Bücherschrank als Bücher-Tauschecke beim Geschäft Optik Stoof | ⊙ Josef-Schmitt-Straße 3                    |
| Bild gesucht Die Wikipedia wünscht sich an dieser Stelle ein Bild vom hier behandelten Ort. Weitere Infos zum Motiv findest du vielleicht auf der Diskussionsseite . Falls du dabei helfen möchtest, erklärt die Anleitung , wie das geht. BW | Bücherschrank           | Laudenbach (Weikersheim)          |               | Bücherschrank, im Mehrfamilienhaus gegenüber dem Herkelsturm | ⊙ Herrgottstraße                            |
| Bild gesucht Die Wikipedia wünscht sich an dieser Stelle ein Bild vom hier behandelten Ort. Weitere Infos zum Motiv findest du vielleicht auf der Diskussionsseite . Falls du dabei helfen möchtest, erklärt die Anleitung , wie das geht. BW | Bücherschrank           | Mondfeld (Wertheim)               |               | Bücherschrank, in der Volksbankfiliale Mondfeld | ⊙ Nibelungenstraße 64                       |
| Bild gesucht Die Wikipedia wünscht sich an dieser Stelle ein Bild vom hier behandelten Ort. Weitere Infos zum Motiv findest du vielleicht auf der Diskussionsseite . Falls du dabei helfen möchtest, erklärt die Anleitung , wie das geht. BW | Bücherschrank           | Neubronn (Weikersheim)            |               | Bücherschrank im Waldschwimmbad, von 10:00 bis 20:00 Uhr in der Freibadsaison | ⊙ Neubronn 87                               |
| Bild gesucht Die Wikipedia wünscht sich an dieser Stelle ein Bild vom hier behandelten Ort. Weitere Infos zum Motiv findest du vielleicht auf der Diskussionsseite . Falls du dabei helfen möchtest, erklärt die Anleitung , wie das geht. BW | Bücherschrank           | Schäftersheim (Weikersheim)       |               | Bücherschrank | Feldertor 15                                |
| (weitere Bilder) | Bücherschrank           | Schönfeld (Großrinderfeld)        | 2019          | Bücherschrank im Wartehäuschen der Bushaltestelle am Dorfplatz in Schönfelds Ortsmitte | ⊙ Dorfplatz                                 |
| (weitere Bilder) | Bücherschrank           | Schweigern (Boxberg)              | Apr. 2021     | Der öffentliche Bücherschrank im Boxberger Stadtteil Schweigern wurde von der Ortsverwaltung zum Welttag des Buches 2021 aufgestellt.                                                                                              | ⊙ am Rathaus, Bahnhofstraße 2 / Marktstraße |
| (weitere Bilder) | Glasschränkchen in Baum | Steinbach (Külsheim)              |               | Der öffentliche Bücherschrank befindet sich bei der Kneipp-Anlage. Es handelt sich um ein Glasschränkchen in einem alten Baum. | ⊙                                           |
| (weitere Bilder) | Bücherschrank           | Tauberbischofsheim                |               | Bücherschrank in Form eines kleinen Vitrinenschränkchens vor einem Haus in der Dittigheimer Straße. | ⊙ Dittigheimer Straße 4                     |
| Bild gesucht Die Wikipedia wünscht sich an dieser Stelle ein Bild vom hier behandelten Ort. Weitere Infos zum Motiv findest du vielleicht auf der Diskussionsseite . Falls du dabei helfen möchtest, erklärt die Anleitung , wie das geht. BW | Bücherkiste             | Tauberbischofsheim                |               | Im Eingangsbereich des Tauberbischofsheimer Frankenbades befindet sich eine öffentliche Bücherkiste | ⊙ Vitryallee 9                              |
| (weitere Bilder) | Telefonzelle            | Tauberbischofsheim                | 6. März 2023  | Öffentliche Bücherzelle am Zugang zum Schlossplatz Tauberbischofsheim, eröffnet von Bürgermeisterin Anette Schmidt am Montag, den 6. März 2023.                                                                                    | ⊙ Schlossplatz                              |
| (weitere Bilder) | Telefonzelle            | Unterbalbach (Lauda-Königshofen)  | 2. Dez. 2017  | Die „Bälmer Bücherkiste“ ist eine als öffentlicher Bücherschrank umfunktionierte ehemalige Telefonzelle und steht zwischen dem Pfarrzentrum und der Zufahrt zum alten Rathaus und der Grundschule.                                 | ⊙ Oberbalbacher Str./Amtmannsweg            |
| (weitere Bilder) | Schrank                 | Unterwittighausen (Wittighausen)  | 2014          | Im Pfarrgarten der Allerheiligenkirche in Unterwittighausen befindet sich ein öffentlicher Bücherschrank. Der wetterfeste Bücherschrank wurde im Rahmen der Neugestaltung des Pfarrgartens im Jahre 2014 aufgestellt.              | ⊙ Kirchgasse                                |
| (weitere Bilder) | Bücherschrank           | Werbachhausen (Werbach)           | 2022          | Öffentlicher Bücherschrank beim Gemeindehaus in Werbachhausen am Welzbachtalradweg. | ⊙ Spechweg 1                                |
| (weitere Bilder) | Telefonzelle            | Wertheim                          | 5. Juli 2018  | In einer alten Telefonzelle, die im Oktober 1986 als Geschenk der britischen Partnerstädte übergeben wurde, installierten der Rotary-Club Wertheim und der Seniorenbeirat der Stadt im Jahre 2018 eine Bücherzelle am Wenzelplatz. | ⊙ Wenzelplatz 10                            |

## Ehemalige Bücherschränke
Folgende ehemalige öffentliche Bücherschränke im Main-Tauber-Kreis bestehen nicht mehr:
| Bild             | Ausführung    | Ort                | Seit | Anmerkung | Geokoordinaten    |
| ---------------- | ------------- | ------------------ | ---- | --- | ----------------- |
|                  | Bücherschrank | Distelhausen       |      | Bücherschrank im Sparkassen-Foyer. |                   |
| (weitere Bilder) | Telefonzelle  | Königheim          | 2018 | In einer alten Telefonzelle in der Münzgasse wurde eine Bücherzelle eingerichtet, die als Tauschbörse dienen soll. Die Bücherzelle befindet sich auf einem privaten Anwesen und wurde mit Hilfe einer Spende des Fördervereins Mehrgenerationenspielplatz Königheim errichtet. Im April 2025 war der Bücherschrank nicht mehr vorhanden. | ⊙ Münzgasse 2     |
| (weitere Bilder) | Bücherschrank | Tauberbischofsheim |      | Bücherschrank in der Blumenstraße. Im April 2025 war der Bücherschrank nicht mehr vorhanden. | ⊙ Blumenstraße 11 |

## Statistik
Bei 28 öffentlichen Bücherschränken im Main-Tauber-Kreis und einer Kreisbevölkerung von 133.169 Einwohnern entfallen gerundet etwa 5000 Einwohner auf einen öffentlichen Bücherschrank (Stand: 28. Oktober 2024). Für einen Vergleich zum Landesdurchschnitt sowie zu den anderen Land- und Stadtkreisen Baden-Württembergs siehe die Statistik öffentlicher Bücherschränke in Baden-Württemberg.